# Altered - Paura dallo spazio profondo
Altered - Paura dallo spazio profondo è un film uscito il 19 dicembre 2006 in USA e il 20 luglio 2007 in Italia. In quest'ultima è stato distribuito direttamente in Home video.
Prodotto dal regista Eduardo Sánchez, il film si incentra su un gruppo di uomini che hanno a che fare con degli alieni in un bosco, diversi anni dopo aver già avuto a che fare con questi ultimi.
Il film presenta le tipiche caratteristiche dell'horror, con occasionali contenuti splatter.

## Trama
(Tagline del film)
Tre uomini armati di fucili ed arpioni si recano con un furgone nel bosco per cacciare un esemplare alieno. Dopo averne individuato uno ed averlo fatto cadere in una trappola, lo legano e lo portano con il furgone nella vicina casa isolata di un quarto uomo (Wyatt) e della sua ragazza (Hope). I tre (Kodi, Duke e Otis) tentano di convincere quest'ultimo a farli entrare in casa con l'esemplare catturato. Dopo un po' di titubanza, Wyatt glielo consente ma insiste che se ne vadano subito, con l'ulteriore protesta di Hope, che ignara di quanto sta accadendo realmente avvisa la polizia.
Nel frattempo però l'alieno si risveglia e, pur legato, prende il controllo mentale della ragazza, la quale comincia ad avere comportamenti violenti verso gli altri fino a che non viene fermata con la forza e legata su un letto. Per bloccare l'alieno Kodi viene morso ma gli altri lo tramortiscono colpendolo ripetutamente. I quattro uomini continuano a litigare su cosa fare dell'essere: Wyatt insiste sul doverlo lasciare vivo e riportarlo nel bosco ma gli altri tre vorrebbero invece ucciderlo. Si viene a sapere che i quattro protagonisti avevano diversi anni prima avuto già contatti con gli esseri extraterrestri: erano stati rapiti assieme ad un altro uomo. Kodi, Duke e Otis erano stati rilasciati subito, il quinto uomo (fratello di Kodi) era morto e Wyatt era stato rilasciato diverso tempo dopo con un trasmettitore alieno nel corpo, che successivamente si era asportato.
Poco dopo giunge lo sceriffo del luogo, avvisato da Hope, che inizialmente crede ad uno scherzo. In quel momento Wyatt si accorge che l'alieno si è liberato ed assieme allo sceriiffo lo trovano nella stanza della ragazza. Prima di essere nuovamente tramortito, ha il tempo di ferire mortalmente Otis (togliendogli gli intestini) e lo sceriffo Henderson, i quali muoiono ben presto. Oltre a questo Kodi comincia a stare male per un'infezione dovuta al morso subito precedentemente.
Wyatt, Duke e Hope (ora ritornata in sé) decidono allora di riportare l'extraterrestre, ancora vivo, dove era stato preso. Mentre la coppia carica sul furgone l'essere (chiuso in una gabbia coperta), Duke rimane nella casa assieme al morente Kodi. Wyatt e Hope, giunti sul luogo si accorgono che la gabbia non conteneva l'alieno ma il cadavere dello sceriffo, scambiato da Duke, il quale voleva torturare ed uccidere l'essere per vendicarsi. I due ritornano velocemente alla casa e scoprono che l'alieno ha avuto il sopravvento. Dopo un difficile combattimento, in cui muoiono Duke e Kodi, Hope spara in testa all'essere, uccidendolo. Wyatt rimane scioccato perché sapeva che l'uccisione di uno degli alieni avrebbe attirato tutti gli altri, con conseguenze per tutta l'umanità.
Immediatamente attorno alla casa arrivano numerosi altri extraterrestri, accompagnati da un'astronave. La coppia fa appena in tempo a rifugiarsi in un bunker sotto la casa e far esplodere dell'esplosivo messo preventivamente da Wyatt. L'intera casa esplode eliminando gli altri esseri.
Il film termina con la fuga dei due sopravvissuti, assaliti dai dubbi che non saranno mai al sicuro.

## Produzione
Altered è stato girato in circa 40 giorni (maggio - giugno 2005) in Florida, all'Universal Studios Florida, Universal Orlando Resort - 1000 Universal Studios Plaza.
È stato prodotto con un budget di 8 milioni di dollari.

## Distribuzione

### Data di uscita
- USA (Altered): 19 dicembre 2006 (DVD)
- Italia (Altered - Paura dallo spazio profondo): 20 luglio 2007 (DVD)

### Divieti
- Canada: vm 13 (Quebec) e vm 14 (Ontario)
- Inghilterra: vm 15
- Italia: vm 14